# Jainaba Jagne

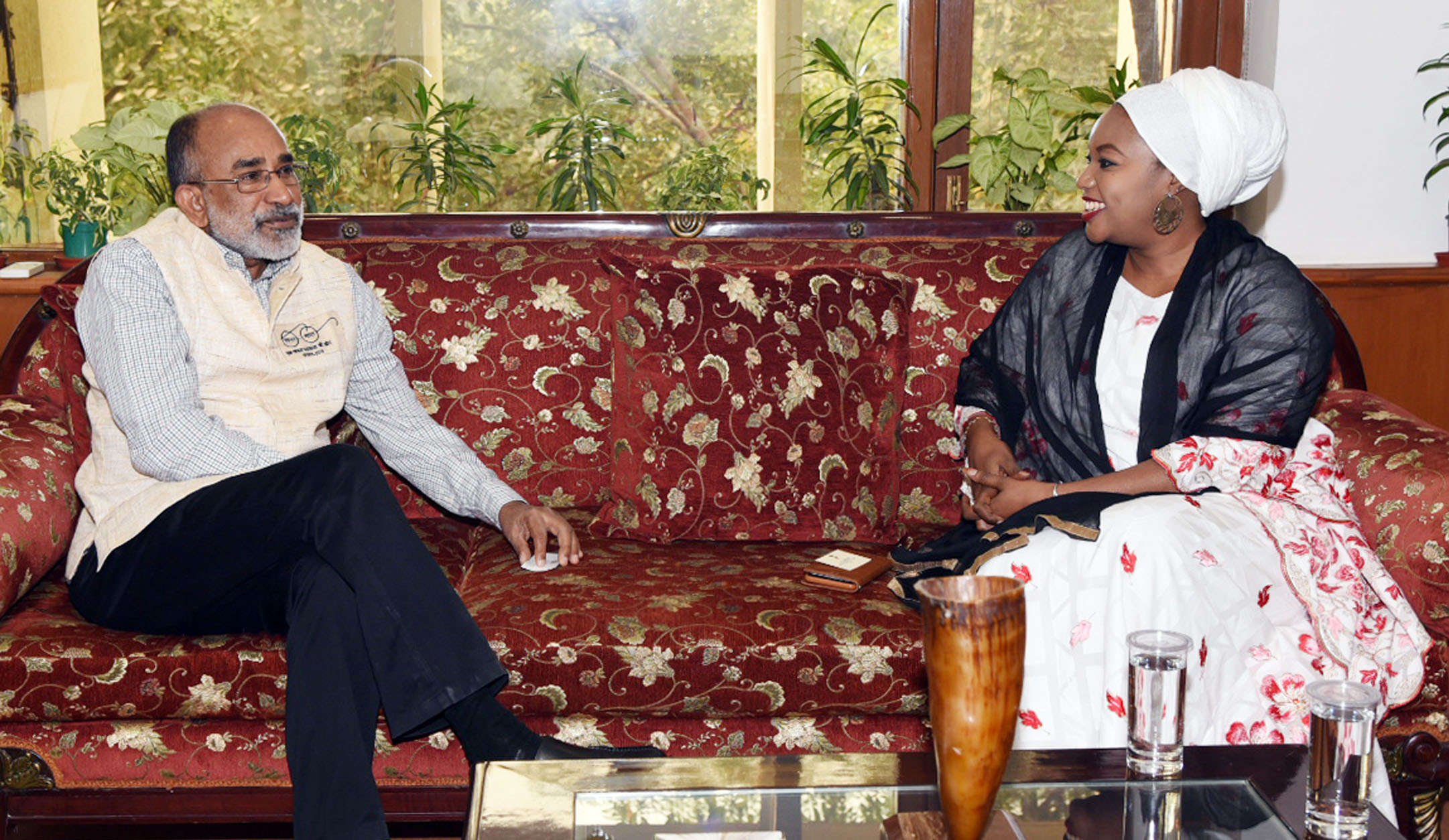
Jainaba Jagne (rechts), High Commissioner von Gambia, zusammen mit Minister of State for Tourism (IC), Shri Alphons Kannanthanam, in New Delhi (2018)

Jainaba Jagne ist eine gambische Diplomatin.

## Leben
2015 war Jainaba Jagne im Ministerium für Hochschulwesen, Forschung, Wissenschaft und Technologie als stellvertretende Staatssekretärin beschäftigt. Im Mai 2017 wurde sie von Präsident Adama Barrow als Hochkommissarin in Indien ernannt. Sie überreichte ihr Beglaubigungsschreiben am 26. Oktober 2017 an Präsident Ram Nath Kovind. Zugleich war sie Hochkommissarin in Bangladesch. 2020 wurde sie zur Botschafterin in Äthiopien und Hochkommissarin in Kenia ernannt; 2021 zusätzlich zur ständigen Vertreterin Gambias bei der Afrikanischen Union. Im November 2024 wurde sie von ihrem Botschaftsposten abgerufen und zur Staatssekretärin im Ministerium für Hochschulwesen, Forschung, Wissenschaft und Technologie ernannt.